# Recuperación mediante URL
La búsqueda y recuperación mediante URL (Search/Retrieve via URL, SRU) es un protocolo estándar de búsqueda y recuperación de consultas que utiliza el lenguaje de consulta contextual (Contextual Query Language, CQL), una sintaxis de consulta estándar para representar consultas.
Código XML de muestra de una completa respuesta para la consulta mediante la siguiente consulta SRU con consulta de URL version=1.1&operation=searchRetrieve&query=dc.title=Darwinism y consulta de CQL consulta dc.title=Darwinism:
```
<?xml version="1.0"?>

<sru:searchRetrieveResponse
 
xmlns:sru=
"https://www.loc.gov/zing/srw/"
 
xmlns:diag=
"https://www.loc.gov/zing/srw/diagnostic/"
 
xmlns:xcql=
"https://www.loc.gov/zing/cql/xcql/"
 
xmlns:dc=
"http://purl.org/dc/elements/1.1/"
>

  
<sru:version>
1.1
</sru:version>

  
<sru:numberOfRecords>
4
</sru:numberOfRecords>

  
<sru:records>

    
<sru:record>

      
<sru:recordSchema>
info:srw/schema/1/dc-v1.1
</sru:recordSchema>

      
<sru:recordPacking>
XML
</sru:recordPacking>

      
<sru:recordData>

        
<sru:dc>

          
<sru:title>
Darwinism
</sru:title>

          
<sru:creator>
Dennett
</sru:creator>

          
<sru:subject>
The
 
rule
 
of
 
the
 
Local
 
is
 
a
 
basic
 
principle
 
of
 
Darwinism
 
-
  
it
 
corresponds
 
to
 
the
 
principle
 
that
 
there
 
is
 
no
 
Creator,
 
no
 
intelligent
 
foresight.
 
I
 
262
</sru:subject>

        
</sru:dc>

      
</sru:recordData>

      
<sru:recordNumber>
1
</sru:recordNumber>

    
</sru:record>

    
<sru:record>

      
<sru:recordSchema>
info:srw/schema/1/dc-v1.1
</sru:recordSchema>

      
<sru:recordPacking>
XML
</sru:recordPacking>

      
<sru:recordData>

        
<sru:dc>

          
<sru:title>
Darwinism
</sru:title>

          
<sru:creator>
McGinn
</sru:creator>

          
<sru:subject>
Design
 
argument/William
 
Paley:
 
organisms
 
have
 
a
 
brilliant
 
design:
 
We
 
have
 
not
 
designed
 
them,
 
so
 
we
 
have
 
to
 
assume
 
that
 
a
 
foreign
 
intelligence
 
did
 
it.
 
Let
 
s
 
call
 
this
 
intelligence
 
"God".
 
So
 
God
 
exists.
 
II
 
98
DarwinVsPaley:
 
intelligent
 
design
 
does
 
not
 
require
 
a
 
Creator.
 
Selection
 
is
 
sufficient.
 
II
 
98
Mind/consciousness/evolution/McGinn:
 
evolution
 
does
 
not
 
explain
 
consciousness!
 
nor
 
sensations.
 
II
 
99

 
Reason:
 
sensation
 
and
 
consciousness
 
cannot
 
be
 
explained
 
through
 
the
 
means
 
of
 
Darwinian
 
principles
 
and
 
physics,
 
because
 
if
 
selection
 
were
 
to
 
explain
 
how
 
sensations
 
are
 
supposed
 
to
 
be
 
created
 
by
 
it,
 
it
 
must
 
be
 
possible
 
to
 
mold
 
the
 
mind
 
from
 
matter.
 
II
 
100

 
(s)
 
Consciousness
 
or
 
sensations
 
would
 
have
 
to
 
be
 
visible
 
for
 
selection!
 
(Similar
 
GouldVsDawkins)
</sru:subject>

        
</sru:dc>

      
</sru:recordData>

      
<sru:recordNumber>
2
</sru:recordNumber>

    
</sru:record>

    
<sru:record>

      
<sru:recordSchema>
info:srw/schema/1/dc-v1.1
</sru:recordSchema>

      
<sru:recordPacking>
XML
</sru:recordPacking>

      
<sru:recordData>

        
<sru:dc>

          
<sru:title>
Darwinism
</sru:title>

          
<sru:creator>
Putnam
</sru:creator>

          
<sru:subject>
Rorty:
 
Darwinism
 
/
 
Putnam:
 
he
 
does
 
noit
 
like
 
the
 
image
 
of
 
man
 
as
 
a
 
more
 
complicated
 
animal
  
(scientistic
 
and
 
reductionist
 
physicalism).
Rorty
 
VI
 
63
</sru:subject>

        
</sru:dc>

      
</sru:recordData>

      
<sru:recordNumber>
3
</sru:recordNumber>

    
</sru:record>

    
<sru:record>

      
<sru:recordSchema>
info:srw/schema/1/dc-v1.1
</sru:recordSchema>

      
<sru:recordPacking>
XML
</sru:recordPacking>

      
<sru:recordData>

        
<sru:dc>

          
<sru:title>
Darwinism
</sru:title>

          
<sru:creator>
Rorty
</sru:creator>

          
<sru:subject>
Darwinism/Rorty
 
provides
 
a
 
useful
 
vocabulary.
 
"Darwinism":
 
for
 
me
 
is
 
a
 
fable
 
about
 
human
 
beings
 
as
 
animals
 
with
 
special
 
skills
 
and
 
organs.
 
But
 
these
 
organs
 
and
 
skills
 
are
 
just
 
as
 
little
 
in
 
a
 
representational
 
relation
 
to
 
the
 
world
 
as
 
the
 
anteater
 
s
 
snout.
 
VI
 
69
 
ff
Darwinism/Rorty:
 
it
 
demands
 
that
 
we
 
consider
 
our
 
doing
 
and
 
being
 
as
 
part
 
of
 
the
 
same
 
continuum,
 
which
 
also
 
includes
 
the
 
existence
 
of
 
amoebae,
 
spiders
 
and
 
squirrels.
 
One
 
way
 
to
 
do
 
that
 
is
 
to
 
say
 
that
 
our
 
experience
 
is
 
just
 
more
 
complex.
 
VI
 
424
</sru:subject>

        
</sru:dc>

      
</sru:recordData>

      
<sru:recordNumber>
4
</sru:recordNumber>

    
</sru:record>

  
</sru:records>

</sru:searchRetrieveResponse>

```